# Jermu Gustafsson
Jermu Gustafsson (Turku, 22 de junho de 1986) é um futebolista finlandês que já atuou no VG-62, FC Inter Turku, e FF Jaro.